# Manlia Skantylla

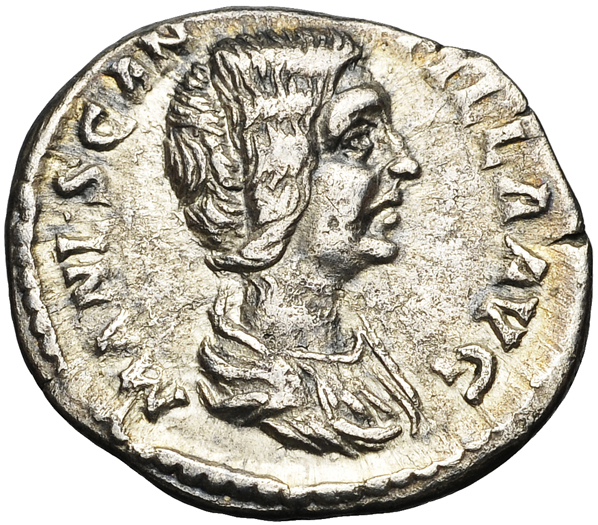

Manlia Skantylla, Manlia Scantilla (II w. n.e.) – cesarzowa rzymska, żona Didiusza Julianusa.
Nazwisko jej (nomen gentile) wskazuje, że pochodziła z tuskulańskiej patrycjuszowskiej rodziny Manliuszów (gens Manlia); wodza Didiusza Juliana poślubiła przed objęciem przez niego władzy cesarskiej. Nie jest pewne, czy była jego pierwszą żoną; ich córką była znana z urody Didia Klara.
Bite w jej imieniu monety ukazują wizerunek kobiety w zaawansowanym wieku. W ujęciu rzymskich autorów jej rola w osiągnięciu przez małżonka najwyższej godności przedstawiana jest dwojako. Według Herodiana miała wraz z córką zachęcać go do ubiegania się o godność cesarską. Natomiast Eliusz Spartianus podaje, że obydwie traktowały sukces Juliana i przyznanie im tytułów „z obawą i niechętnie, jak gdyby przeczuwały zagrażające niebezpieczeństwo”.
Dekretem senatu ogłoszona augustą, była nią niespełna trzy miesiące, do czerwca 193, gdy po śmierci małżonka tytuł został jej odebrany. Septymiusz wydał jej ciało Didiusza dla dokonania godnego pochówku w rodzinnym grobowcu. Prawdopodobnie niedługo potem sama zmarła w zapomnieniu; nieznany jest także los jej córki.
Oprócz wizerunków na monetach jedyną znaną rzeźbą portretową jest marmurowe popiersie z II w. znajdujące się w zbiorach Muzeów Kapitolińskich (Palazzo Nuovo). Łączone jest z nią także wyobrażenie tzw. Wenus z Tayrac, mające rysy portretowe cesarzowej. 